# Nagawa
Nagawa (japanska: 長和町?, Nagawa-machi) är en landskommun (köping) i Nagano prefektur i Japan.  